# Hong Sook-ja
En aquest nom coreà, el cognom és Hong.
Hong Sook-ja   (Seül, 15 de juliol de 1933) és una política, professora universitària, activista pels drets de la dona i escriptora sud-coreana. Va ser nomenada la primera dona diplomàtica de Corea del Sud i, més tard, es va convertir en la primera dona candidata a la presidència que es va presentar a les eleccions, en fer-ho en les primeres eleccions democràtiques del país en l'any 1987.

## Trajectòria
Es va graduar en la Universitat de Dongguk en 1955 i en la de Boston en 1958, després d'estudiar ciències polítiques i relacions internacionals. A continuació, va treballar per al ministeri d'Afers exteriors de Corea i es va convertir en la vicecònsol del Consolat de Corea a Nova York en 1965. Des de 1979 va ser professora en la universitat coreana que es va graduar. De 1986 a 1988 va ser presidenta del Consell Internacional de Dones.

## Candidatura a la presidència
L'11 de novembre de 1987, el Partit Socialdemòcrata va celebrar la seva 13a convenció provisional de nominació per a les eleccions presidencials i va triar a Hong com a candidata presidencial. D'aquesta manera, es va convertir en la primera dona candidata a la presidència en la constitució de la República de Corea.
El dia de la seva elecció com a candidata del Partit Socialdemòcrata, Hong va pronunciar un discurs en el qual va dir que «les presidentes crearan miracles polítics». També va prometre donar suport a les eleccions directes, però promovent el sistema de gabinet. Hong també va dir que encoratjaria a les ministres i promouria polítiques audaces per a l'alliberament de la dona. No obstant això, Hong va ser relegada pels altres candidats masculins, rebent poca atenció dels mitjans de comunicació. El 5 de desembre es va retirar de la carrera presidencial, explicant que mai havia tingut la intenció de convertir-se en presidenta de Corea. Era conscient que el Partit Socialdemòcrata no era prou gran i influent com per a convertir-la en presidenta de Corea del Sud, i també va reconèixer que no seria possible que fos elegida presidenta en la mesura en què Corea continuava sent una societat dominada pels homes. Hong va fer costat al candidat Kim Young-sam i va dir en un míting que «la principal tasca a la qual ens enfrontem ara és acabar amb la dictadura militar. Per a això, he decidit fer costat al candidat principal, sense tenir en compte les meves diferències ideològiques amb ell». No obstant això, Kim Young-sam va perdre davant el general Roh Tae-woo.